# Sportowe ratownictwo wodne na Światowych Wojskowych Igrzyskach Sportowych 2019 – pływanie z przeszkodami na 200 m mężczyzn
Pływanie z przeszkodami na 200 m mężczyzn – jedna z konkurencji sportowego ratownictwa wodnego rozgrywanych podczas Światowych Wojskowych Igrzysk Sportowych 2019 w chińskim Wuhan. 
Eliminacje i finał rozegrane zostały w dniu 22 października 2019 roku na pływalni Wuhan Five Rings Sports Center Natatorium. Złoty medal zdobył Chińczyk Hou Yujie, ustanawiając w finale nowy rekord Igrzysk wojskowych z czasem 1:53,45 min, srebrny – Chińczyk Ling Huanan, a brązowy Rosjanin Egenii Kulikow. 

## Rekordy
| Rekord świata             | Steven Kent (NZL) | 1:53,33 | Montpellier | 17 września 2014     |
| Rekord Igrzysk wojskowych | Hou Yujie (CHN)   | 1:53,45 | Wuhan       | 22 października 2019 |

## Terminarz
| Data                 | Godzina (UTC+8) | Wydarzenie             |
| -------------------- | --------------- | ---------------------- |
| 22 października 2019 | 9:20            | Wyścigi kwalifikacyjne |
| 22 października 2019 | 19:10           | Finał                  |

## Wyniki

### Kwalifikacje
Do zawodów zgłosiło się 24 zawodników.

#### Wyścig 1
| Poz. | Imię i nazwisko          | Narodowość | Tor | Reakcja | Wynik   | Uwagi | Kwal. |
| ---- | ------------------------ | ---------- | --- | ------- | ------- | ----- | ----- |
| 1    | Claudemir Kirmes         | Brazylia   | 1   | 0,72    | 2:02,23 |       | Q     |
| 2    | Adam Dubiel              | Polska     | 4   | 0,73    | 2:02,27 |       | Q     |
| 3    | Frithjof Koegler         | Niemcy     | 6   | 0,79    | 2:05,77 |       | Q     |
| 4    | Seyedamirmohammad Kazemi | Iran       | 5   | 0,70    | 2:08,20 |       | R     |
| 5    | Bjoern Manser            | Szwajcaria | 2   | 0,61    | 2:12,42 |       |       |
| 6    | Youri Kool               | Holandia   | 8   | 0,68    | 2:13,97 |       |       |
| 7    | Carl Anton Dalljo        | Niemcy     | 7   | 0,75    | 2:19,18 |       |       |
| 8 !  | Nikolai Skvortsov        | Rosja      | 3   | 9,99 !  | DNS     |       |       |

Źródło:

#### Wyścig 2
| Poz. | Imię i nazwisko       | Narodowość | Tor | Reakcja | Wynik   | Uwagi | Kwal. |
| ---- | --------------------- | ---------- | --- | ------- | ------- | ----- | ----- |
| 1    | Ling Huanan           | Chiny      | 4   | 0,68    | 2:06,72 |       | Q     |
| 2    | Kim Se Hyun           | Kanada     | 7   | 0,67    | 2:11,48 |       |       |
| 3    | Gianni Landi          | Włochy     | 5   | 0,67    | 2:12,13 |       |       |
| 4    | Maurizio Tersar       | Włochy     | 3   | 0,80    | 2:12,92 |       |       |
| 5    | Sandro Michael Wagner | Szwajcaria | 2   | 0,70    | 2:15,69 |       |       |
| 6    | Abraham Garcia Trigo  | Hiszpania  | 6   | 0,88    | 2:19,46 |       |       |
| 7    | Mike Bravenboer       | Holandia   | 8   | 0,75    | 2:29,26 |       |       |
| 8    | Daniel Mattisson      | Szwecja    | 1   | 0,72    | 2:35,44 |       |       |

Źródło:

#### Wyścig 3
| Poz. | Imię i nazwisko        | Narodowość | Tor | Reakcja | Wynik   | Uwagi | Kwal. |
| ---- | ---------------------- | ---------- | --- | ------- | ------- | ----- | ----- |
| 1    | Hou Yujie              | Chiny      | 4   | 0,65    | 2:00,38 |       | Q     |
| 2    | Egenii Kulikow         | Rosja      | 6   | 0,80    | 2:03,49 |       | Q     |
| 3    | Guilherme Rosolen      | Brazylia   | 8   | 0,73    | 2:06,00 |       | Q     |
| 4    | Bartosz Stanielewicz   | Polska     | 5   | 0,78    | 2:06,93 |       | Q     |
| 5    | Mathieu Marier         | Kanada     | 7   | 0,68    | 2:10,55 |       | R     |
| 6    | Soheil Maleka Ashtiani | Iran       | 3   | 0,82    | 2:10,99 |       | R     |
| 7    | Martin Sergio Martin   | Hiszpania  | 2   | 0,65    | 2:13,90 |       |       |
| 8    | Max Petersson          | Szwecja    | 1   | 0,72    | 2:19,52 |       |       |

Źródło:

### Finał
| Poz.   | Imię i nazwisko          | Narodowość | Tor | Reakcja | Wynik   | Uwagi |
| ------ | ------------------------ | ---------- | --- | ------- | ------- | ----- |
| złoto  | Hou Yujie                | Chiny      | 4   | 0,60    | 1:53,45 | CR    |
| srebro | Ling Huanan              | Chiny      | 7   | 0,67    | 1:57,24 |       |
| brąz   | Egenii Kulikow           | Rosja      | 6   | 0,77    | 1:57,52 |       |
| 4      | Claudemir Kirmes         | Brazylia   | 5   | 0,69    | 1:59,99 |       |
| 5      | Adam Dubiel              | Polska     | 3   | 0,71    | 2:00,73 |       |
| 6      | Bartosz Stanielewicz     | Polska     | 1   | 0,76    | 2:05,29 |       |
| 7      | Frithjof Koegler         | Niemcy     | 2   | 0,80    | 2:06,03 |       |
| 8      | Seyedamirmohammad Kazemi | Iran       | 8   | 0,80    | 2:08,71 |       |

Źródło: